# Pa Ariki

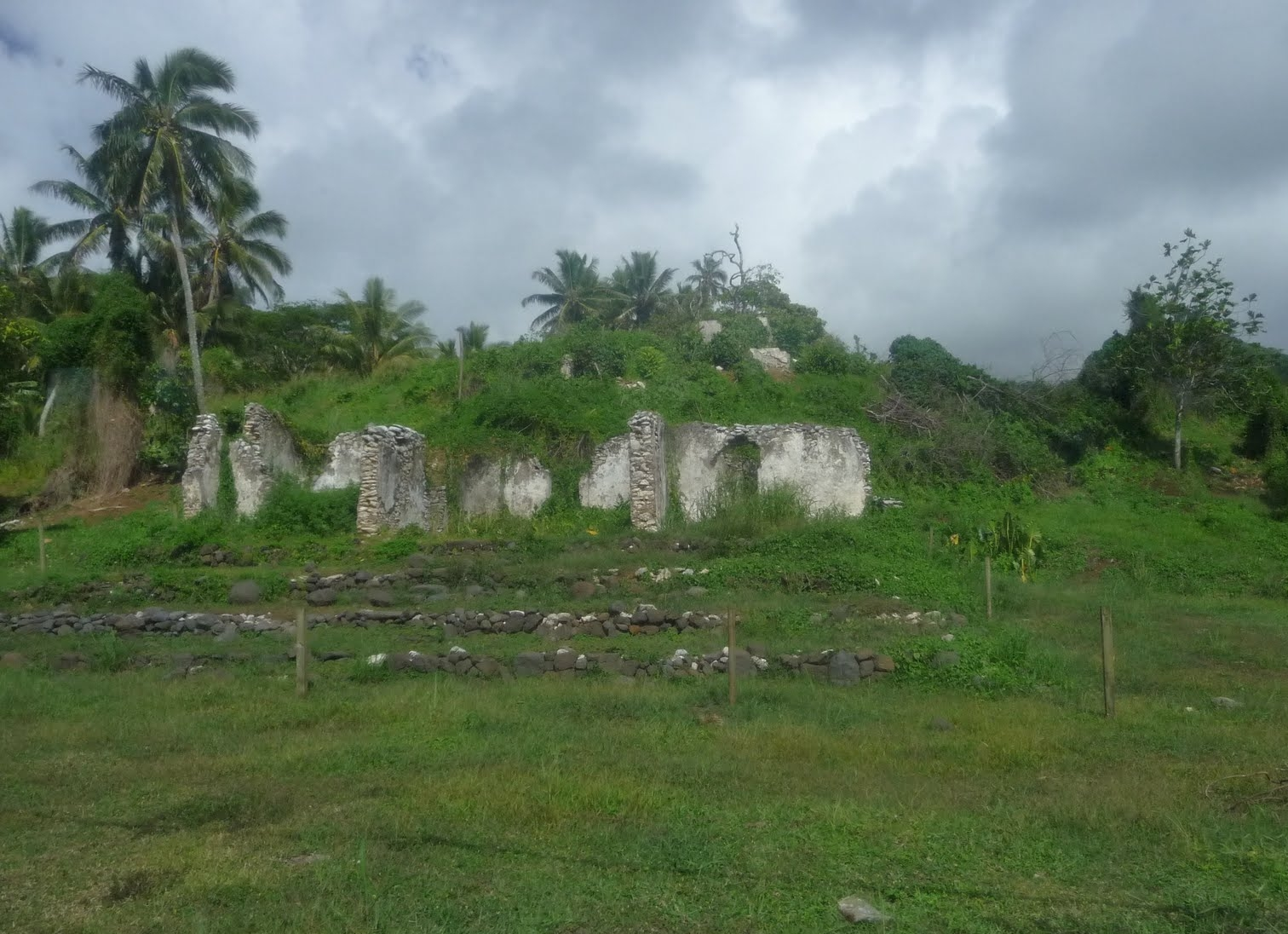
Pa Kuru va'a nui (Palais de Pa Ariki)

La dynastie des Pa Ariki (API : /paːariki/) est l’une des deux lignées d’Ariki avec celle de Kainuku Ariki, de la tribu (vaka) de Takitumu sur l’île de Rarotonga (îles Cook).

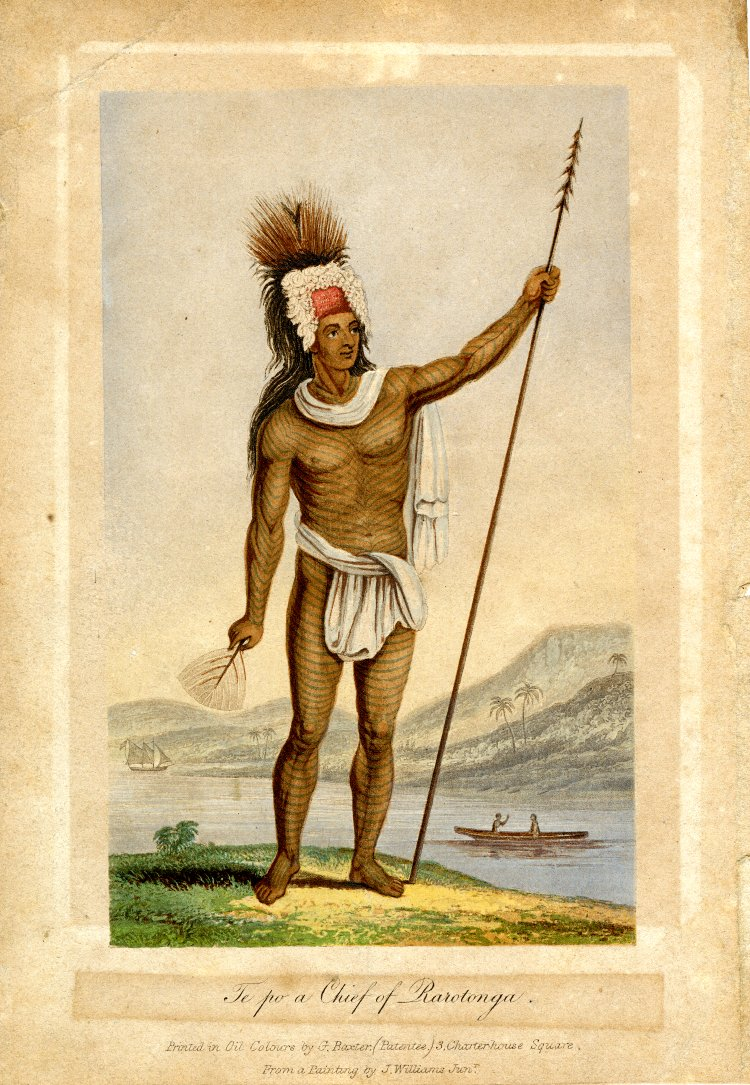
Pa te Pou Ariki, chef de Takitumu de 181?? à 1855, son éventail de chef (ta'iri) dans une main et sa lance de guerrier dans l'autre

Selon la littérature orale polynésienne, qui retranscrit la tradition orale, Tangiia Nui, fondateur de la tribu, aurait au cours de sa fuite de Tahiti vers Rarotonga, conclu une alliance avec Iro Nui Ma Ota, l’Ari’i de Vavau (ancien nom de Bora-Bora) et adopté son fils Tai te Ariki. À sa mort, Tangiia l’aurait placé à la tête de la chefferie, faisant de lui le premier des Pa Ariki. Il est généralement estimé que son règne aurait eu lieu durant la seconde moitié du XIIIe siècle ou au tout début du XIVe. L’ancien koutu (siège de la chefferie) appelé Pu kuru va'a nui est situé à Ngantangiia. Celui-ci semble aujourd’hui abandonné. La reconstruction d’un palais est néanmoins en projet depuis de nombreuses années, mais retardée pour des raisons de financement et un conflit foncier avec des Mataiapo.

## Succession au titre de Pa Ariki

### Succession au titre de Tai te Ariki (ca. 1300) à Pa Taputapuatea (ca. 1820)
Les versions présentées ci-dessous ont toutes deux été publiées dans le Journal of the Polynesian Society. La première en 1892 sous le titre, e tuatua teia no te tupuanga mai o Pa, Ariki o Takitumu, no roto aia i te uanga ariki a Atea ma Papa mei Avaiki. Elle aurait été recueillie en 1857 par le missionnaire Charles Pitman auprès de Pa Upoko Takau Ariki avant d’être traduite et annotée par Henry Nicholas. La seconde, intitulée Ko to Rarotonga are-korero teia no Iro-nui-ma-oata, fut publiée en 1917. Elle a quant à elle été recueillie par Stephen Savage auprès de Tamuera Te Rei, autrement connu sous son titre de More Ta’unga o te tini. 
Si la version de Tamuera Te Rei semble un peu plus précise, on y notera toutefois un nombre de succession inférieur de 11. 
L’orthographe des noms donnée dans les deux listes originales a été scrupuleusement respectée, y compris les majuscules, tirets et coquilles éventuelles. 
| Version de Pa Upoko Takau            | Version de Tamuera Te Rei                                                      |
| ------------------------------------ | ------------------------------------------------------------------------------ |
| 1 Tai-te-Ariki (Te-Ariki-upoko-tini) | 1 Ta-i-te-ariki (Pa-te-ariki-upoko-tini)                                       |
| 2 Tapu-tapu-atea                     | 2 Taputapu-atea                                                                |
| 3 Te-Ariki-upoko-tini                |                                                                                |
| 4 Te-Ariki-o-te-rangi                | 3 Te Ariki-o-te-rangi                                                          |
| 5 Tui-te-rangi                       |                                                                                |
| 6 Rongo                              |                                                                                |
| 7 Te-Ariki-upoko-tini                |                                                                                |
| 8 Te-Ariki-noo-rangi                 |                                                                                |
| 9 Rongo-i-te-uira                    | 4 Rongo-te-Uira                                                                |
| 10 Te-akariki                        | 5 Te Akaariki                                                                  |
| 11 Rangi                             | 6 Rangi. Trois de ses fils Te Tumu, Te Aio et Taparangi lui succèdent au titre |
| 12 Te-Tumu                           | 7 Te Tumu (aucune descendance)                                                 |
| 13 Te-aio                            | 8 Te Aio (aucune descendance)                                                  |
| 14 Tapa-rangi                        | 9 Taparangi                                                                    |
| 15 Pare                              | 10 Pare (fils de Taparangi)                                                    |
| 16 Mauri-Rangi                       | 11 Mauri-Rangi                                                                 |
| 17 Te-Ariki-vananga-rangi            | 12 Te-Ariki-vananga-rangi                                                      |
| 18 Te-Ariki-mou-taua                 | 13 Te-Ariki-mou-taua                                                           |
| 19 Mai-o-taranga-nuku                |                                                                                |
| 20 Te-au-tanga-nuku                  |                                                                                |
| 21 Takave                            | 14 Tavake                                                                      |
| 22 Tui-kuporu                        | 15 Te Tui-Kuporu                                                               |
| 23 Te-ariki-eraka                    | 16 Te Ariki-eraka                                                              |
| 24 Nga-poko akaturanga               | 17 Nga-Upoko-akatu-rangi                                                       |
| 25 Tutu-aenga                        | 18 Tutarangi (Tutu-renga-ariki)                                                |
| 26 Te-vei                            | 19 Te Vei                                                                      |
| 27 Ara-ki-vare-vare                  | 20 Ara-ki-varevare                                                             |
| 28 Tingia                            | 21 Tingiia                                                                     |
| 29 Rangi                             |                                                                                |
| 30 Te-Ariki-upoko-tini               |                                                                                |
| 31 Vaerua                            |                                                                                |
| 32 Tautu                             | 22 Te Tauu-o-te-rangi (frère de Tingiia)                                       |
| 33 Iria                              | 23 Iria (fils de Tingiia)                                                      |
| 34 Ai-tupao                          | 24 Aitu-pou                                                                    |
| 35 Moe-te-rauri                      | 25 Moe-tara-uri                                                                |
| 36 Ako                               | 26 Ako frère de Moe-tara-uri                                                   |
| 37 Ie-akariki                        | 27 Te Akaariki                                                                 |
| 38 Te-Ariki-upoko-tini               |                                                                                |
| 39 Tamaru                            | 28 Tamaru                                                                      |
| 40 Mata                              | 29 Mata                                                                        |
| 41 Te-rua-roa                        | 30 Te Ruaroa                                                                   |
| 42 Tapu-tapu-atea                    | 31 Pa Puretu (Taputapuatea) ,                                                  |

### De Pa Taputapuatea (ca. 1820) à nos jours

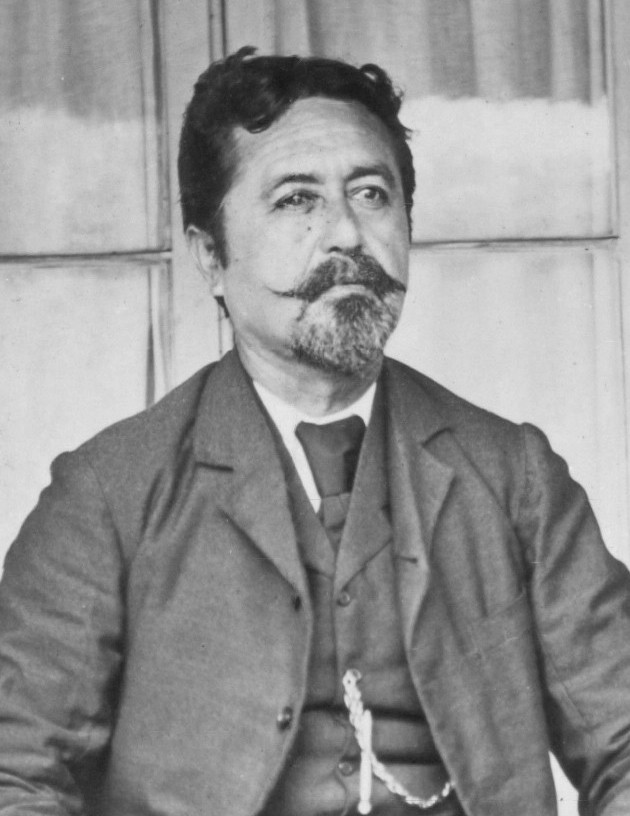
Pa Maretu Ariki vers 1896

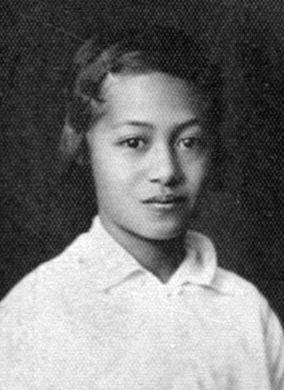
Pa Tepaeru Terito Ariki en 1934

Pa Taputapuatea aurait eu selon la Haute Cour de Rarotonga, 3 épouses. La généalogie de Tamuera Te Rei n’en cite quant à lui que deux, Mata-tui-atua et Te Uira, fille de Makea Pini (cf. Makea Nui Ariki). De Mata-tui-atua et Te Uira naquirent trois enfants : Te Pou qui devait lui succéder ; Tupe dont l’une des descendantes, Tetianui ou Titia-nui, accéda au titre en 1907 et Te Pori qui fut l’une des trois épouses de Tinomana Enuarurutini. De la troisième épouse de Pa Taputapuatea descend l’actuelle lignée des Pa Ariki.  
- (43/32) Pa te Pou Ariki, ariki en titre en 1823, lors du premier passage du missionnaire de la LMS, John Williams, et l’installation de Papehia. Ses deux fils Te Ariki upoko tini et Taputapuatea, pressentis pour lui succéder décèdent avant sa mort ayant eu lieu en 1855. C’est donc sa fille Upoko Takau qui avec l’appui des missionnaires lui succède au titre de Pa Ariki.
- (44/33) Pa Upoko Takau Ariki appelée également selon les sources Mere Pa ou Mary Pa, est la fille de Pa te Pou et de son épouse chrétienne Te Upoko, elle-même sœur de Makea Pori. Elle succède à son père en 1855. Elle est la seconde femme à obtenir ce statut à Rarotonga. Elle épouse Opura, le fils de Maretu[9]. Ne pouvant avoir d’enfant, ils adoptent le fils d’une Rarotongienne et d’un Français. En 1895, alors âgée et malade, elle abdique en faveur de son fils adoptif qui lui succède sous le nom de Pa Maretu. Frederick Joseph Moss en témoigne ainsi, "(Mere Pa) was old, and had been weak and ill for some time....suddenly called her chiefs and people together, told them she was now old, and could not look properly after their welfare or live much longer, and to save trouble after her death, wished to name, as her successor, her adopted son Maretu, who is the native missionary of Ngatangi’ia. Maretu is an intelligent man, speaks English, is unobjectionable in character, and popular with the chiefs and people, but is not connected by birth with any of the ariki families. The assembled chiefs, not wishing to run counter to Queen Pa in her old age and weakness, did not dissent, but relied upon another opportunity when the vacancy should actually occur. But Pa was equal to the occasion; and two days later (the 31st October) they were again summonsed to a feast and requested to install Maretu at once.....Maretu was then installed as Pa of Takitumu"[10]
- (45/34) Pa Maretu Ariki, fils adoptif d’Upoko Takau et Opura. Il accède au titre en 1895, à la suite du « reo iku » (désignation orale de son successeur par un Ariki) de sa mère adoptive et grâce au soutien des autorités néo-zélandaises et de la London Missionary Society, lui-même étant pasteur. S’ensuivent des troubles au sein de la tribu, certains remettant en cause sa légitimité à accéder au titre. Il décède en février 1906. Le titre passe alors à une autre lignée de la famille.
- (46/35) Pa Tetianui Ariki est l'épouse de Makea Vakatini Daniela (lignée des Makea Vakatini Ariki)[11]. Née en 1867, elle aurait été intronisée en 1907. Descendante de Pa Taputapuatea, elle aurait été également adoptée par Pa Upoko Takau Ariki (Mere Pa). N’ayant pas d’enfant, le titre passe à la suite de son décès ayant eu lieu en 1923 ou 1924, à une autre lignée, celle de l’actuelle Pa Ariki.
- (47/36) Pa Tepaeru Terito Ariki appartient a encore une autre lignée que Pa Tetianui Ariki, celle de la troisième épouse de Pa Taputapuatea. Née le 14 août 1923, elle est intronisée en 1924 à l’âge d’un an. Elle épouse en 1979 en secondes noces, Tom Davis. Elle décède en février 1990. Sa fille aînée Marie Peyroux lui succède.
- (48/37) Pa Tepaeru Teariki Upokotini Marie Ariki, intronisée le 27 juin 1990.